# Бронхи
Бронхите са част от дихателната система на човека. Те биват главни, дялови, сегментни и вътределчести.
Главните бронхи (на латински: bronchi principales) са два и се образуват в резултат от разделянето на трахеята на нивото на 4 - 5 гръден прешлен. При това разделяне двата главни бронха образуват помежду си ъгъл от 75 – 85 градуса. Десният главен бронх има дължина около 3 cm, диаметър 15 – 16 mm и е изграден от 6 – 9 хрущялни пръстена, докато левият е по-дълъг и по-тесен – дължина около 4 – 5 cm, диаметър 10 – 11 mm и 9 – 12 хрущялни пръстена.
Дяловите бронхи (на латински: bronchi lobares) са непосредствени разклонения на двата главни бронха. Те са 5 на брой (3 дялови от десния бронх и 2 дялови от левия) и всеки от тях навлиза в отделен дял на белия дроб.
Сегментните бронхи  (на латински: bronchi segmentales) се образуват при разклонение на дяловите бронхи в белите дробове. Те са 11 на брой за десния бял дроб и 10 на брой за левия. Всеки сегментен бронх се придружава от собствена артерия, а участъкът, в който навлиза, се нарича бронхо-пулмонален сегмент.
Вътределчестите бронхи (на латински: bronchi lobulares) се образуват след около 5 деления на сегментните бронхи. Техните деления дават начало на крайните бронхиоли.
Бронхите заедно с техните разклонения образуват бронхиалното дърво на дихателната система, тази система е важна за дишането както на нас хората така и на другите бозайници.